# 物資学院路駅
座標: 北緯39度55分37秒 東経116度38分21秒 / 北緯39.926854度 東経116.639264度
物資学院路駅（ぶっしがくいんろえき）は中華人民共和国北京市通州区に位置する北京地下鉄6号線の駅である。2014年12月28日に開業した。

## 歴史
- 2014年12月28日 - 開業。

## 駅構造

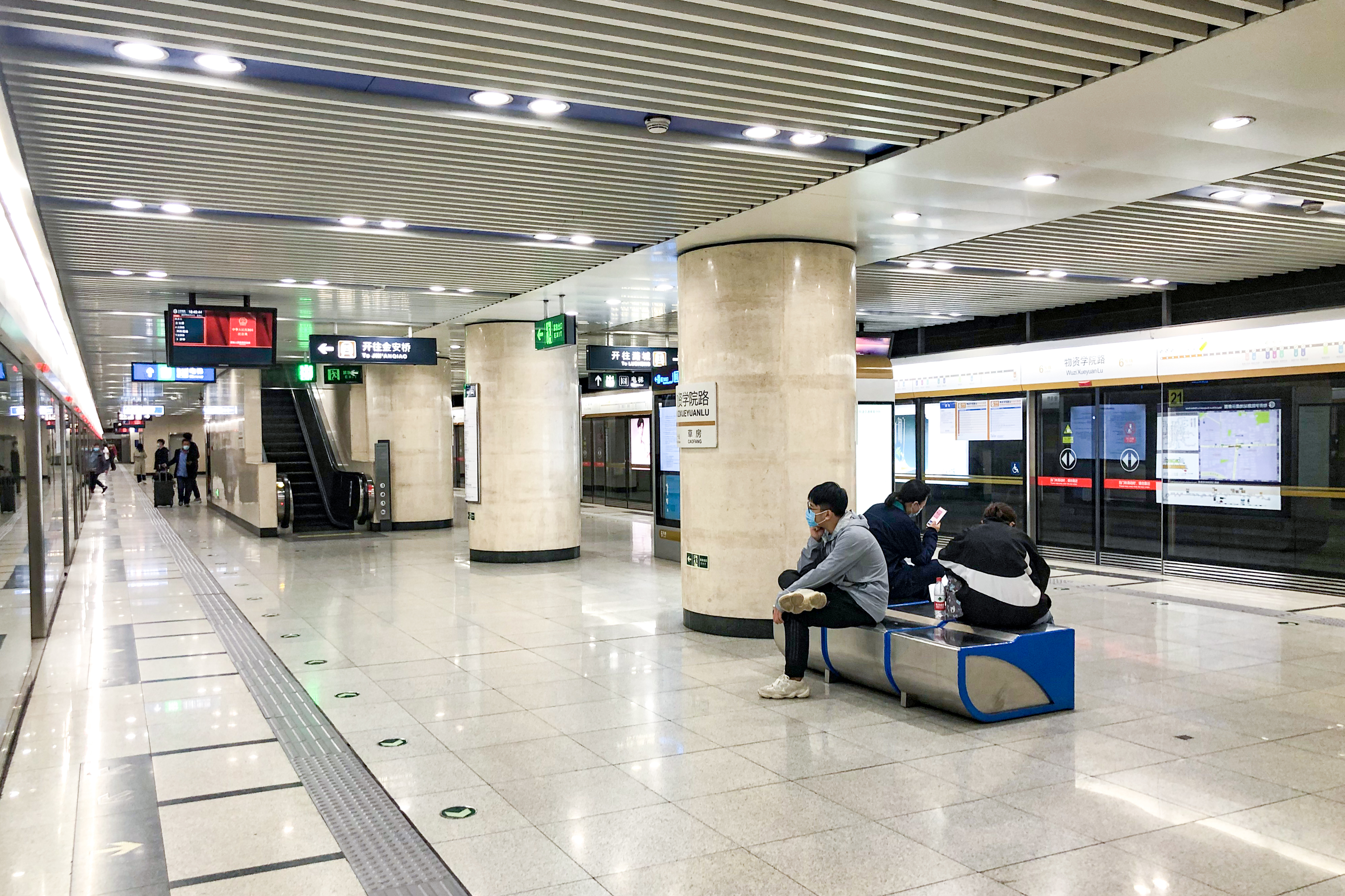
ホーム

島式ホーム1面2線の地下駅。

## 駅周辺
- 西富河園小区
- 物資学院
- 通達四恵家具建材広場

## 隣の駅
北京地下鉄
■6号線
草房駅 - 物資学院路駅 - 通州北関駅